# Lieve Paulus
Pour les articles homonymes, voir Paulus.
Lieve Cappaert-Paulus née en 1966 est une triathlète belge, championne d'Europe moyenne distance (1985) et championne d'Europe en 1986.

## Palmarès
Les tableaux présentent les résultats les plus significatifs (podium) obtenus sur le circuit international de triathlon depuis 1985,.
| Année | Compétition                            | Pays        | Position           | Temps           |
| ----- | -------------------------------------- | ----------- | ------------------ | --------------- |
| 1991  | Triathlon de Gérardmer                 | France      | Médaille de bronze | Timing          |
| 1986  | Championnats d'Europe                  | Royaume-Uni | Médaille d'or      | 2 h 17 min 10 s |
| 1986  | Triathlon international de Nice        | France      | Médaille de bronze | 7 h 9 min 39 s  |
| 1985  | Championnats d'Europe moyenne distance | Danemark    | Médaille d'or      | 4 h 45 min 19 s |